# Фрідеріка Краббе
Фрідері́ка Шарло́тта Вільгельмі́на Кра́ббе (нім. Friederike Charlotte Wilhelmine Krabbe; нар. 31 травня 1950, Бентгайм, Нижня Саксонія, Федеративна Республіка Німеччина) — західнонімецька терористка, членкиня ліворадикальної терористичної організації «Фракція Червоної армії» (RAF).

## Життєпис

### Ранні роки
Разом з молодшою сестрою, в майбутньому також терористкою RAF, Ганною Краббе виросла в родині заможних виробників текстилю та функціонерів часів нацистської Німеччини, членами Гітлер'югенду та Націонал-соціалістичної жіночої організації.
Протягом 1970—1973 вивчала психологію, педагогіку та соціологію у Вільному університеті Берліна та Гейдельберзькому університеті Рупрехта-Карла, а протягом 1973—1976 років — медицину в Гейдельберзькому університеті, проте жодне з направлень не закінчила. Під час навчання приєдналася до Соціалістичного колективу пацієнтів (нім. Sozialistisches Patientenkollektiv; SPK), що ставив за мету створення безкласового суспільства в боротьбі з «медичним класом» і не виключав насильницьких методів. За деякий час після розпаду колективу, Фрідеріка Краббе, як і кілька інших його членів, приєдналася до «Фракція Червоної армії».

### Терористична діяльність
З метою викрадення промислового лідера й колишнього члена СС Ганса Мартіна Шлеєра влітку 1977 року Краббе орендувала квартиру під чужим ім'ям, перебуваючи в цей час в Амстердамі разом з іншими членами RAF. Однією з вимог терористів було звільнення, зокрема, Ганни Краббе. Незадовго до убивства Шлеєра Фрідеріка втекла до Іраку разом з кількома іншими членами «Фракції Червоної армії».
За свідченнями кількох терористів, в організації Краббе мала псевдонім Кейт (нім. Käthe), який зустрічався в документах, вилучених поліцією.

### Подальша доля
26 жовтня 1997 року членкиня RAF Моніка фон Зекендорф дала свідчення як свідок на основному процесі проти Моніки Гаас, що та, після викрадення Шлеєра, проживала разом з Фрідерікою Краббе та Елізабет фон Дейк в невеличкому будинку в Багдаді.
Наприкінці 1970-х років палестинський агент Федеральної кримінальної поліції під прикриттям повідомив, що Краббе приєдналася до терористичної «Організації 15 травня», сформованої навколо палестинського фахівця з вибухівки Мухаммеда аль-Умарі з бойовим ім'ям Абу Ібрагім. Також заявлялося, що Умарі, що був інструктором для кількох членів RAF, згодом одружився з нею, а сама Краббе залишалася в Багдаді незадовго до початку війни в Іраку у 2003 році.
У 2008 році Фрідеріка Краббе, Даніела Клетте, Ернст-Фолькер Штауб і Буркгард Гарвег були останніми чотирьма підозрюваними терористами, що все ще перебували у розшуку за справами про теракти «Фракції Червоної армії». Однак, на відміну від трьох інших, Краббе була вилучена зі списку розшукуваних Федерального управління кримінальної поліції Німеччини у 2012 році, хоча все ще перебувала у міжнародному розшуку принаймні до 2017 року. Станом на 2016 рік вважалося, що Краббе перебуває в Лівані.